# Trastorno de aprendizaje no verbal

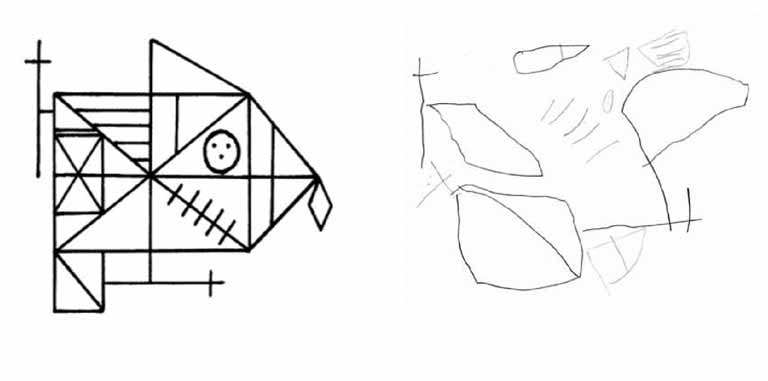
Figura de Rey por niño de 11 años afecto de TANV.

El trastorno de aprendizaje no verbal (también conocido como TANV) es un trastorno de aprendizaje caracterizado por un marcado contraste entre buenas competencias verbales y series dificultades en las competencias viso-espaciales, motoras y sociales. A veces se confunde con el trastorno del espectro autista. El trastorno de aprendizaje no verbal nunca ha sido incluido en el Manual diagnóstico y estadístico de los trastornos mentales de la Asociación Estadounidense de Psiquiatría o en la Clasificación Internacional de Enfermedades de la Organización Mundial de la Salud.

## Presentación
Considerado de causa neurológica, el trastorno del aprendizaje no verbal  un marcado contraste entre buenas competencias verbales y series dificultades en las competencias viso-espaciales, motoras y sociales. Las personas con este trastorno a menudo no comprenden señales no verbales, como las expresiones faciales o el tono de voz. Tal disparidad conduce a que terceras personas con frecuencia sobreestimen las capacidades de los sujetos que padecen TANV, así como a diagnósticos imprecisos o equívocos. Los desafíos con las matemáticas y la caligrafía son comunes. 

### Condiciones asociadas
El TANV presenta problemas asociados específicos tales como el déficit viso-espacial, la discalculia, la disortografía,  así como también la dispraxia. 

## Diagnóstico
El DSM-5 (Manual de diagnóstico y estadístico) y la CIE-10 (Clasificación internacional de enfermedades) no incluyen el TANV como diagnóstico. Se considera que ciertos diagnósticos comparten síntomas con el TANV, entre éstos el daño cerebral en el hemisferio derecho y síndrome de desarrollo del hemisferio derecho, la dispraxia, el trastorno de procesamiento socioemocional, los trastornos del espectro autista o el síndrome de Gerstmann.
En su libro de 1967  Learning Disabilities; Educational Principles and Practices], Doris J. Johnson y Helmer R. Myklebust describen a una persona que presenta este tipo de discapacidades en el aula: "Un ejemplo es el niño que no aprende el significado de las acciones de los demás. ... Categorizamos a este niño como deficiente en la percepción social, lo que significa que tiene una incapacidad que le impide asimilar el significado de los aspectos no verbales básicos de la vida diaria, aunque su nivel de inteligencia verbal se encuentre dentro o por encima de la media". (p. 272). En su capítulo "Trastornos no verbales del aprendizaje" (pág. 272-306), se pueden encontrar las secciones "Aprender a través de imágenes" (274), "Gesticulacíon" (281), "Aprendizaje motor no verbal" (282), "Imagen corporal" (285), "Orientación espacial" (290), "Orientación derecha-izquierda" (292), "Impercepción social" (295) y "Distractibilidad, perseveración y desinhibición". (298)
Si bien varias discapacidades no verbales han sido definidas desde los estudios más tempranos en neurología infantil, existe un debate vigente sobre si, o en qué medida, el conjunto de dificultades que presenta el TANV constituyen un  diagnóstico válido. Categorizados originalmente como "discapacidades no verbales" (p. 44) o "trastornos del aprendizaje no verbal" (p. 272), se abarcaban aquellos problemas de aprendizaje no lingüístico (Johnson y Myklebust, 1967). Los "trastornos de aprendizaje no verbales" fueron estudiados más a fondo por Myklebust en 1975, presentando un subtipo de trastorno del aprendizaje con una serie de dificultades que involucran "principalmente un procesamiento cognitivo visual", impercepción social, una brecha entre una mayor capacidad verbal y un menor coeficiente intelectual, así como dificultad con la caligrafía. Posteriormente, el neuropsicólogo Byron Rourke trató de desarrollar criterios, una teoría y un modelo de funcionamiento cerebral coherentes que definieran al TANV como un síndrome distinto (1989). Queda por resolver cual es la mejor manera de enmarcar los problemas perceptivos, cognitivos y motores asociados con el TANV.